# 三木市立上吉川小学校
三木市立上吉川小学校（みきしりつ かみよかわしょうがっこう）は、兵庫県三木市吉川町前田にあった公立小学校。2020年度（2021年3月31日）で閉校した。

## 沿革
- 1874年 - 弘文・国光・愛衆小学校開校。
- 1877年 - 統合し、熊谷小学校と改称。
- 1888年 - 熊谷尋常小学校と改称。
- 1901年 - 北谷尋常小学校と改称。
- 1909年 - 北谷高等尋常小学校と改称。
- 1933年 - 児童数がピークになる。（児童数389名）
- 1941年 - 国民学校令により、北谷国民学校と改称。
- 1947年 - 北谷村立北谷小学校と改称。
- 1955年 - 吉川町立上吉川小学校と改称。
- 2005年 - 三木市立上吉川小学校と改称。
- 2021年3月31日 - 三木市立上吉川小学校、三木市立中吉川小学校、三木市立みなぎ台小学校の3校を三木市立吉川小学校に統合し閉校[1]

## 進学先中学校
- 三木市立吉川中学校

## 周辺の道路
- 兵庫県道314号大川瀬吉川線
- 兵庫県道316号広野永福線
- 兵庫県道512号新田大沢線